# Geranomyia spectata
Geranomyia spectata är en tvåvingeart som först beskrevs av Alexander 1937.  Geranomyia spectata ingår i släktet Geranomyia och familjen småharkrankar. Inga underarter finns listade i Catalogue of Life.